# Sandel (krater)
För andra betydelser, se Sandel.
Sandel är en nedslagskrater med en diameter på 17 kilometer, på planeten Venus. Sandel har fått sitt namn efter den norska författaren Cora Sandel.